# Юрьево (Заволжское сельское поселение)
Юрьево — деревня в Ярославском районе Ярославской области. Входит в состав Заволжского сельского поселения.

## География
Находится в восточной части Ярославской области на расстоянии приблизительно 9 км на север-северо-восток по прямой от станции Филино.

## История
В 1859 году здесь (деревня Ярославского уезда Ярославской губернии) было учтено 9 дворов, в 1898 — 13.

## Население
Численность населения: 59 человек (1859 год), 1 (русские 100%) в 2002 году, 2 в 2010.